# 올리비아 핵
올리비아 핵(Olivia Hack, 1983년 6월 16일 ~ )는 미국의 배우, 텔레비전 배우, 성우, 영화배우이다.
베벌리힐스에서 태어났다.

## 영화
- 부그와 엘리엇 2 (2008년)
- 브랏츠 (2006년) - 클로에 목소리 역
- 아바타: 아앙의 전설 (2005년)
- 헤이 아놀드 - 극장판 (2002년)
- 길모어 걸스 (2000년)
- 쇼킹 패밀리 (1999년)
- 브래디 펀치 (1995년)
- 스타 트랙 7 - 넥서스 트랙 (1994년) - 올리비아 피카드 역